# 참고추냉이
참고추냉이는 배추과 황새냉이속의 여러해살이풀이다. 한반도 고유종이다. 식용할 수 있는 '와사비'라고 불리는 일본에서 나는 식물은 고추냉이이다.

## 이름
일본 고추냉이(Eutrema japonicum)와 구분하기 위해 ‘참’이 붙은 것이다. 신현철과 김영동은 이를 ‘고추냉이’로 바꾸고 Eutrema japonicum은 ‘겨자냉이’로 이름을 바꿔야 한다고 제안하였다.